# Ethiopische muziek

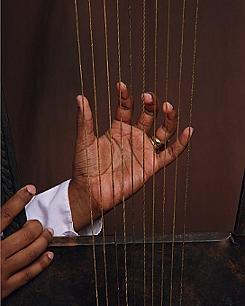
De gebruikelijke vingerzetting voor de Beganna, een in de Ethiopische muziek gebruikt instrument.

Ethiopische muziek is zeer uiteenlopend. Elk van de Ethiopische etnische groepen heeft een eigen muzikale traditie, elk gedeeltelijk losstaand van de ander, maar met vele muzikale kruisverbanden onderling. Ook zijn er kruisverbanden tussen een aantal Ethiopische muziektradities en traditionele muziek afkomstig uit andere landen in de Hoorn van Afrika: deze muziektradities hebben elkaar sterk beïnvloed. Verder heeft religieuze Ethiopische muziek oud-christelijke ondertonen.
Azmaris (Amhaars voor: "muzikaal predikant"), een soort rondtrekkende muzikanten, nemen een belangrijke rol in in de Ethiopische seculiere muzikale traditie en in de Ethiopische maatschappij in het algemeen, waar zij met veel eerbied worden bejegend. In tijden van onderdrukking traden azmaris op als zegsman voor het volk.

## Muziektheorie

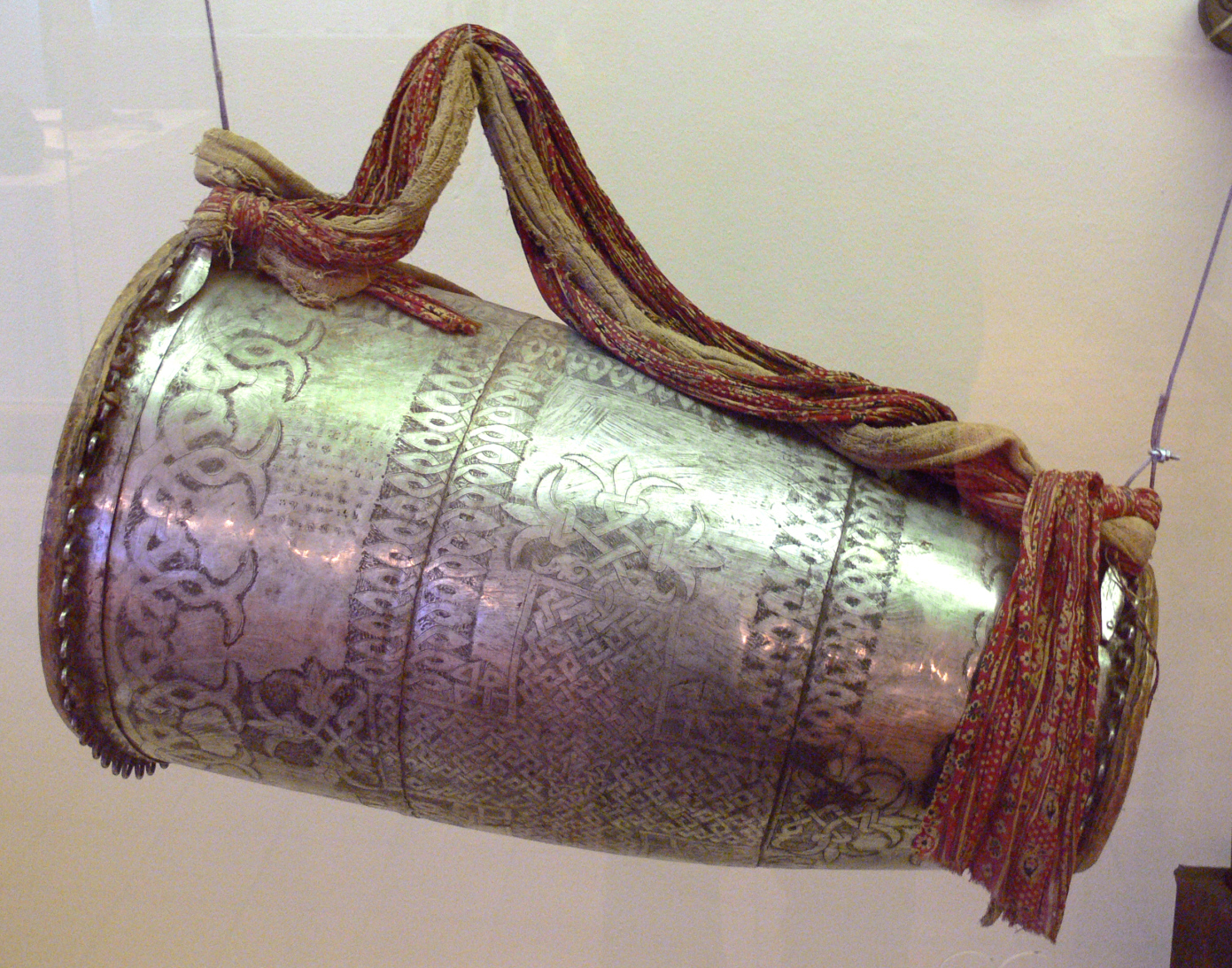
Een Ethiopische kebero.

In Ethiopische muziek wordt gebruikgemaakt van een pentatonische toonladder, met lange tussenpozen tussen sommige noten. Net als andere facetten van de Ethiopische cultuur hangen muzieksmaak en liedteksten samen met de muzikale tradities van de buurlanden Eritrea, Somalië, Djibouti en Soedan.
De muziek van de hooglanden wordt gekenmerkt door een tonensysteem dat qenet wordt genoemd. Dit tonensysteem telt vier hoofdtoonladders: tezeta, bati, ambassel, en anchihoy. Hierbovenop komen nog drie hiervan afgeleide toonladders: tezeta-mineur, bati-majeur, en bati-mineur. Sommige titels van liederen zijn afgeleid van de qenet waarin ze gespeeld worden. Een voorbeeld hiervan is het herdenkingslied tizita. Als deze toonladders op traditionele Ethiopische instrumenten worden gespeeld, kunnen de toonhoogtes iets afwijken van westerse muzikale stemmingen. Echter, als deze toonladders op westerse instrumenten zoals piano's en gitaren worden gespeeld, worden de westerse toonhoogtes gebruikt.
Muziek afkomstig uit de Ethiopische hooglanden is over het algemeen monofoon of heterofoon. Sommige muziek afkomstig uit een aantal zuidelijke gebieden is polyfoon. Het polyfone gezang van het Dorzevolk (edho) en het Majangirvolk zijn hier voorbeelden van.

## Muziekinstrumenten

### Chordofonen

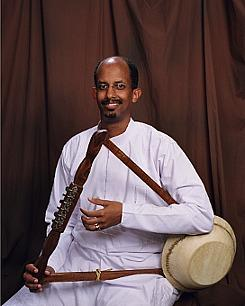
Een krar-speler.

In de hooglanden wordt gebruikgemaakt van traditionele snaarinstrumenten zoals de masenqo (ook wel bekend onder de naam "masinko"), een eensnarige luit die bespeeld wordt met een strijkstok; de krar (ook wel bekend onder de naam "kirar"), een zessnarige lier; en de begena, een grote tiensnarige lier. In de zuidelijke regio van Ethiopië wordt gebruikgemaakt van de dita (een vijfsnarige lier) en een aantal strijkstokinstrumenten (waaronder eentje met drie snaren).

### Aerofonen
De washint is een bamboefluit die veel bespeeld wordt in de hooglanden. In een aantal regio's wordt gebruikgemaakt van de malakat, een instrument dat iets weg heeft van een trompet en dat bij ceremoniële aangelegenheden wordt bespeeld. Een ander op de trompet gelijkend instrument is de holdudwa, welke uit een dierenhoorn vervaardigd wordt. De holdudwa lijkt op een shofar. De embilta-fluit heeft geen vingergaten en brengt slechts twee tonen voort: de grondtoon en een vierde of een vijfde interval. Deze fluiten worden ofwel van metaal (vooral in het noorden), ofwel van bamboe (vooral in het zuiden) gemaakt. Het Konsovolk en enkele andere volken in het zuiden bespelen de fanta, een soort panfluit.

### Idiofonen
In de kerkmuziek van de Ethiopisch-Orthodoxe Kerk wordt gebruikgemaakt van de senasel, een soort sistrum. Deze senasel is een percussie-instrument die bestaat uit een U-vorm op een stok waartussen een aantal draadjes zijn gespannen. Om deze draadjes zitten ringetjes, die geluid maken als het instrument heen en weer geschud wordt. De senasel is dus eigenlijk een primitief soort tamboerijn. Vaak is de U-vorm van de senasel rijkelijk met versieringen bewerkt. Dit instrument wordt ook door Joods-Ethiopische gemeenschappen gebruikt. Ethiopisch-orthodoxe geestelijken gebruiken ook gebedsstaven, genaamd maqwamiya, om de maat bij te houden. Kerken op het platteland gebruikten in het verleden een dawal om de gelovigen in de omgeving tot het gebed op te roepen. Dit instrument is van steen of hout gemaakt. De Beta Israel slaan tijdens religieuze diensten op een qachel, een kleine gong. Soms slaat het woord qachel ook op een kleine klok.
Het Nuervolk, het Anuakvolk, de Majangir het Surmavolk, en andere Nilotische volken bespelen een lamellofoon genaamd de tom of toom, een soort duimpiano die lijkt op de kalimba.

### Membranofonen
De kebero is een grote, met de hand bespeelde trommel die gebruikt wordt in de Ethiopisch-orthodoxe liturgie. Kleinere keberotrommels worden soms gebruikt tijdens niet-religieuze vieringen. De Beta Israel daarentegen maken tijdens hun diensten gebruik van de nagarit, een tonvormige trommel vervaardigd uit koeienhuid en tin. De nagarit wordt met een gebogen stok bespeeld. Het woord "nagarit" komt oorspronkelijk van het werkwoord nagara, wat "spreken" betekent. Dit instrument wordt gebruikt als hulpmiddel tijdens het interpreteren van religieuze teksten. Ook wordt het instrument tijdens seculiere aangelegenheden zoals aankondigingen gebruikt.
Het Guragevolk en een aantal andere gemeenschappen in de laaglanden bespelen vaak de atamo, een kleine met de hand bespeelde trommel die meestal van hout en soms van klei wordt gemaakt. Dit instrument wordt onder de arm of in de handen gehouden, en bevat kleine steentjes, glazen kralen of zaden.

## Bekende Ethiopische muzikanten
| - Aar Maanta - Abatte Barihun - Abdu Kiar - Alemayehu Eshete - Alemu Aga - Ali Birra - Ashenafi Kebede - Asnaketch Worku | - Aster Aweke - Emahoy Tsegué-Maryam Guèbrou - Gigi Shibabaw - Getatchew Mekurya - Kiros Alemayehu - Kuku Sebsebe - Mahmoud Ahmed - Minyeshu Kifle | - Mulatu Astatke - Muluken Melesse - Samuel Yirga - Tadesse Alemu - Tigist Shibabaw - Tilahun Gessesse - Thomas Gobena - Walias Band |